# ミカエル・ニエミ
ミカエル・ニエミ（Mikael Niemi 1959年8月13日 - ）は、スウェーデンの作家。

## 経歴
スウェーデン最北部、フィンランドとの国境に近い北極圏のパヤラ村で生まれる。
15歳で創作を志す。工学を学んだのち、教師、青少年カウンセラー、出版社でのアルバイトなどさまざまな職を経て、1988年に初の詩集を出版。その後も詩集、戯曲、児童書、ノンフィクションなどを発表。
自伝的長篇小説である本書は、人口900万のスウェーデンで75万部の驚異的ベストセラーとなり、世界20カ国以上で翻訳。映画化もされている。

## 邦訳作品
- 『世界の果てのビートルズ』岩本正恵訳、新潮社、新潮クレスト・ブックス、2006年1月

## 英訳作品
- Popular Music from Vittula. (スウェーデン語: Populärmusik från Vittula, 2000.) Translated into English by Laurie Thompson. ISBN 978-0-00-714550-8
- Astrotruckers. (スウェーデン語: Svålhålet, 2004.) Translated by Laurie Thompson. ISBN 978-1-84343-278-4ISBN 978-1-84343-278-4
- To Cook A Bear.(スウェーデン語: Koka björn, 2017.)  Translated into English by Deborah Bragan-Turner ISBN 978-0-85705-896-6